# Kameň (sopka)
Kameň je neaktivní stratovulkán, nacházející se ve východní části poloostrova Kamčatka, jen několik kilometrů jihozápadně od masivu Ključevské sopky. S výškou 4585 m je to druhý nejvyšší vulkán na poloostrově, vyšší je jen masiv zmiňované Ključevské sopky. Stáří vzniku stratovulkánu se odhaduje na pozdní pleistocén, přičemž aktivita pokračovala i v holocénu. Doba poslední erupce však není přesněji stanovena.